# 인종 프로파일링
인종 프로파일링(racial profiling/ ethnic profiling)이란 인종이나 종교를 기준으로 사람들을 분류한 후, 이를 활용하여 차별적 대우를 하는 경우를 주로 가리키며, 부정적 의미로 쓰인다. 특정 인종 집단을 우선적으로 용의 선상에 올린다든지, 특정 종교 집단에게 인사상 불이익을 주는 경우 등을 예로 들 수 있다.

## 같이 보기
- 적극적 우대조치